# Alte und neue Heimat
Alte und neue Heimat war eine wöchentliche Hörfunksendung von WDR 5. Ausgestrahlt wurde sie erstmals am 17. Oktober 1953 vom damaligen Studio Köln des NWDR. Sie beschäftigte sich mit einem breiten Themenspektrum rund um Politik, Kultur und Geschichte des „erweiterten“ Europa unter besonderer Berücksichtigung der mittel- und osteuropäischen Staaten. Hervorgegangen war Alte und Neue Heimat aus einer Sendung, die sich in der Nachkriegszeit an die vielen Heimatvertriebene gewandt und ihnen Nachrichten aus ihrer „alten Heimat“ gebracht hatte. Zuletzt war die Sendung eher als Magazin mit Schwerpunkt Mittel- und Osteuropa zu verstehen. Sie wandte sich an alle Hörer, nicht nur an Vertriebene oder deren Nachfahren.
Alte und neue Heimat wurde sonntags von 9:20 bis 10:00 Uhr ausgestrahlt. Die Sendungen wurden von einzelnen Moderatoren geleitet.
2013 wurde die Sendung in Osteuropa-Magazin umbenannt und bis zu ihrer Einstellung am 27. Dezember 2015 sonntags von 8:05 bis 8:40 Uhr gesendet, am darauf folgenden Montagabend nach 23 Uhr wiederholt.

## Inhalt
Die Sendung war auf Berichten aufgebaut. Häufig wurde über das Nachbarland Polen berichtet; dabei stand aber keineswegs Aktualität im Vordergrund, sondern der Bezug zu den ehemaligen deutschen Ostgebieten (besonders Schlesien, der Raum Danzig und Ostpreußen). Ansonsten wurde überwiegend über die Baltikumstaaten, (Weiß-) Russland, die Ukraine, Tschechien, Slowakei und  über aus dem ehemaligen Jugoslawien hervorgegangene Staaten, insbesondere Slowenien und Kroatien berichtet. Häufige Regionen waren Schlesien, Warschau und Moskau.
Zwischen den Beiträgen lief traditionelle Musik aus einem osteuropäischen Land (meist Polen oder Russland).

## Popularität
Die Magazinsendung war recht beliebt und gehörte zu den meistgehörten Programmen von WDR 5.

## Kritik
Wenige – meist ältere – Zuhörer kritisierten, dass zu viel über „sanfte Themen“ gesendet wurde. „Schwere Themen“ hätten seltener ihren Platz gefunden.